# 순천 석현동 마애여래좌상
석현동 마애여래좌상은 대한민국 전라남도 순천시 석현동에 있는 마애불이다. 2015년 7월 3일 순천시 (전라남도)의 향토유적 제14호로 지정되었다.

## 개요
마애불은 석현동 산 1-1번지에 위치한다. 마을 사람들은 '부처바우'라고 부르는 큰 바위가 있는데 여기에 불상이 새겨져 있다.
마애불은 현재 파손이 심해 불상의 형체만 남아 있고 주변에 떨어진 편들이 여기저기에 흩어져 있다. 이처럼 파손된 것은 6.25때의 일이라고 한다.
마애불이 양각되어 있는 바위는 폭 3.6m, 높이 2.7m의 크기인데 특히 파손이 심한 부위는 허리윗부분의 상체로 모두 떨어져 나갔다.
귀는 길게 늘어져 어깨에 닿고 있으며 턱의 형태로 보아 목이 아주 짧아 거의 없어 보인다. 법의(法衣)는 좌측면을 우견편안임을 알 수 있다. 상(像)의 자세는 좌상(坐像)인데 양무릎의 폭이 넓어 안정감있게 처리되었다. 광배(光背)는 원형의 두광과 주형의 신광이 양각으로 뚜렷이 조각된 주형거신광이며, 대좌는 커다란 몇 입의 앙련이 조각되었다.
현재 마애불은 파손이 심하여 세부의 양식파악이 곤란한 형편이므로 조성시기를 알 수 없으나, 어깨까지 내려온 귀, 짧은 목, 법의의 조잡한 의문, 넓은 무릎 폭, 대좌의 큼직한 앙련, 고부조의 조각기법 등으로 볼 때 고려 후기로 추정된다.